# Фридман, Даниил Фёдорович
Дании́л Фёдорович Фри́дман (27 июля 1887, Одесса, Российская империя — 31 августа 1950, Москва) — советский архитектор.

## Биография
Даниил Фёдорович Фридман родился в Одессе, в еврейской семье. Окончил архитектурное отделение Одесского художественного училища, затем в 1915 году — архитектурный факультет Московского училища живописи, ваяния и зодчества (МУЖВЗ). 
В 1918 году вступил в ВКП(б). С 1927 года преподавал во ВХУТЕИНе. С 1932 года преподавал в Архитектурно-строительном институте, позднее преобразованном в Московский архитектурный институт (профессор с 1935 года). Автор двух монографий о малоэтажном строительстве. В 1928 году вместе с Н. А. Ладовским и другими единомышленниками организовал Объединение архитекторов-урбанистов (АРУ); был заместителем председателя Объединения. После ликвидации АРУ входил в состав Правления МОВАНО.
В студенческие годы работал помощником у различных архитекторов. Участвовал в конкурсах Московского архитектурного общества, получил ряд премий. В 1923—1930 годах проектировал рабочие поселки в Ташкенте и в Москве; возглавлял архитектурно-строительный отдел Московского управления недвижимых имуществ (МУНИ). С 1930 года руководил 5-й архитектурно-проектной мастерской Моссовета. В 1941—1945 годах — главный архитектор Омска, член Комиссии технических исследований Наркомата строительства СССР. После 1945 года работал в Управлении по делам архитектуры при Совете Министров СССР.
Умер 31 августа 1950 года. Похоронен на Введенском кладбище (8 уч.).

## Избранные проекты и постройки
В Москве:

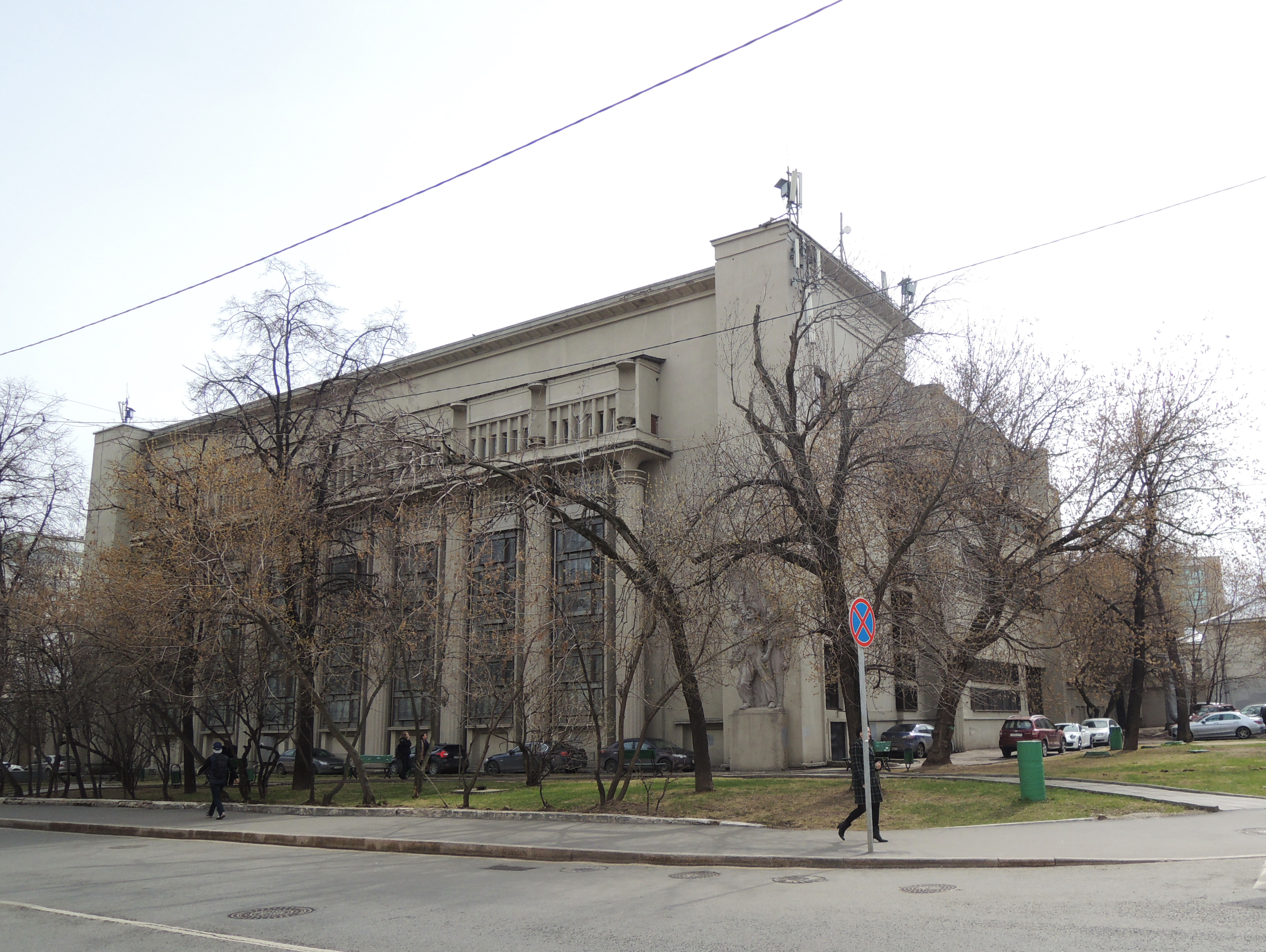
Большая Никитская улица. № 7/10 — первая подстанция Московского метрополитена

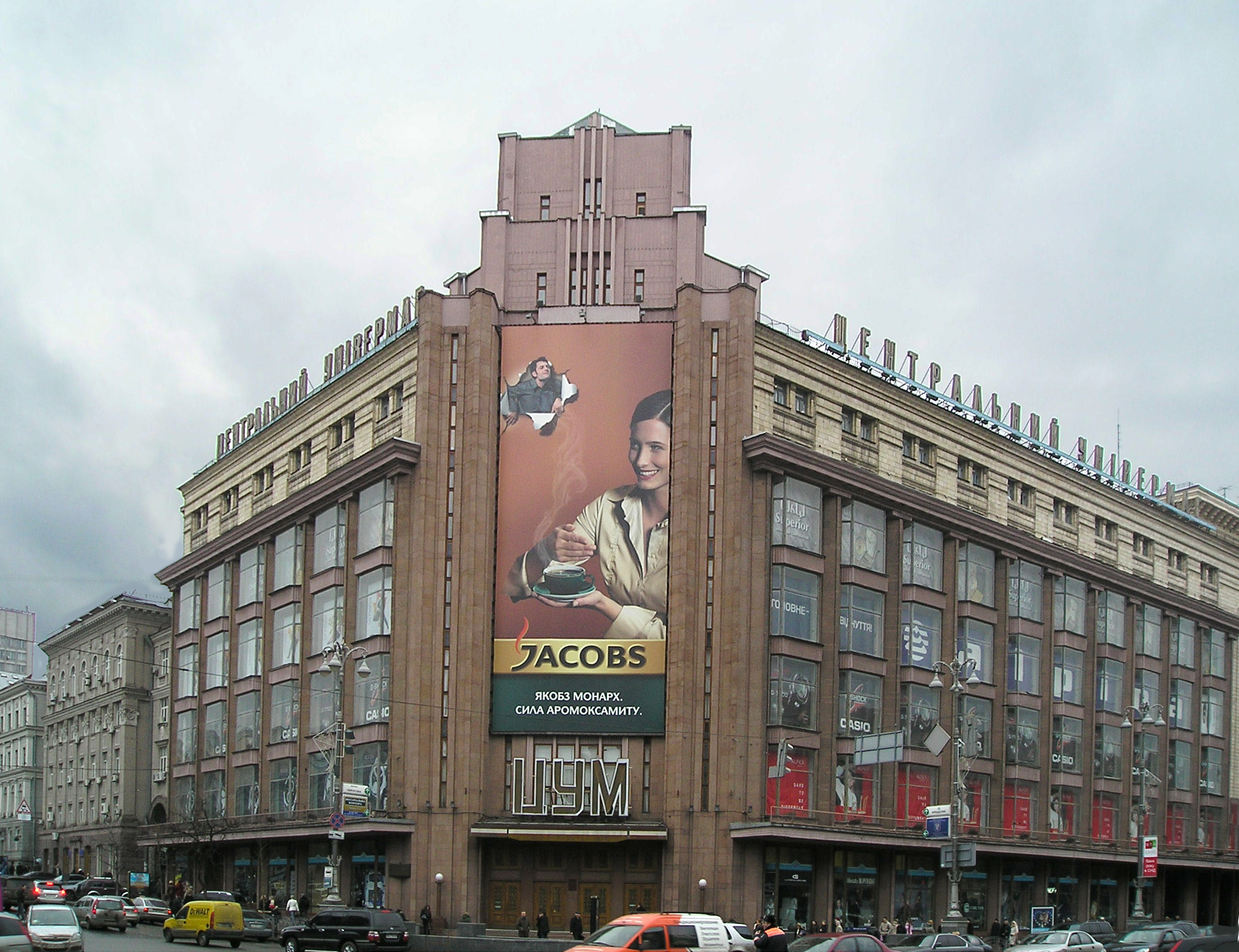
Здание Центрального универмага в Киеве

- Доходный дом по Малому Казённому переулку, 8 (1912)[2]
- Конкурсный проект дома Московского литературно-художественного кружка, совместно с Н. А. Эйхенвальдом (3-я премия), не осуществлён[2]
- Проект здания Московского народного банка, совместно с Б. Я. Филькенштейном (2-я премия)[2]
- Жилые дома на Ленинградском шоссе (1925—1926)
- Конкурсный проект здания библиотеки имени В. И. Ленина, совместно с Д. С. Марковым (1928, 1-я премия), не осуществлён
- Вестибюль станции метро «Дзержинская», совместно с И. И. Ловейко (1935)
- Электроподстанция метро на улице Герцена (1935)
- Реконструкция Котельнической набережной (1938—1939)
- Реконструкция набережной имени М. Горького (1938—1939)
- Комплекс зданий Наркомата оборонной промышленности СССР, совместно с А. И. Вороновым, Г. Блюмом, Г. Сигалиным (1933—1936) (в ходе проектирования и строительства здания предназначались для Метростроя; с 1939 года в ведении Наркомата авиационной промышленности СССР)[5]
- Проект застройки Юго-западного района

В других городах СССР:
- «Дом Союзпушнины», Ленинград
- Гостиница «Центральная», Новосибирск
- «Деловой дом», Новосибирск
- Дом промышленности и торговли, Свердловск
- Музыкальный театр им. Магара, Запорожье
- Центральный универмаг, Киев
- Типовой проект школы на 880 учащихся
- Проект застройки Зелёного города (Московская область)
- Дом «Корабль», Иваново (1929—1930)

## Награды
- Орден «Знак Почёта» (13.07.1940) — за успешную работу по осуществлению Генерального плана реконструкции Москвы[6]
- Почётная грамота ЦИК СССР[3]